# Elizabeth Craven
Elizabeth Craven, född Berkeley den 17 december 1750 i Westminster i London, död 13 januari 1828 i Neapel, var en brittisk författare, pjäsförfattare och resenär, kanske mest känd för sina reseskildringar.

## Biografi
Elizabeth Craven var dotter till Augustus Berkeley, 4:earl av Berkeley. Genom sitt första äktenskap 30 maj 1767 med William Craven, 6:e baron Craven var hon känd som Lady Craven. De levde samman på herrgården Benham Park i grevskapet Berkshire, men separerade 1780. De fick tre söner och fyra döttrar tillsammans. Efter separationen levde hon under en tid på kontinenten och inledde ett utomäktenskapligt förhållande med markgreve Karl Alexander av Brandenburg-Ansbach och Brandenburg-Bayreuth. Han lät uppföra en villa åt henne vid sitt privata residens i Triesdorf och hon satte upp amatörteaterpjäser vid det markgrevliga hovet.
Efter att Karl Alexanders första hustru avlidit gifte hon om sig morganatiskt med markgreven 30 oktober 1791, samma år som den barnlöse Karl Alexander formellt abdikerade och lämnade sitt furstendöme till sin kusin kung Fredrik Vilhelm II av Preussen, i utbyte mot en årlig livränta. Genom äktenskapet titulerades Elizabeth informellt men dock ej formellt "markgrevinna av Brandenburg-Ansbach och Brandenburg-Bayreuth". Hennes formella titel som hon efter vigseln erhöll från den siste tysk-romerske kejsaren Frans II var emellertid furstinnan Berkeley.
Paret levde efter Karl Alexanders abdikation först på Brandenburgh House i Hammersmith utanför London och därefter på Benham Park. Karl Alexander avled där 1806. Efter hans död flyttade Elizabeth till Neapel. Hon avled 1828 i sin bostad Villa Craven i Posillipo (idag känd som Villa Galotti) och begravdes på den engelska kyrkogården i Neapel. 
Gatorna Margravine Gardens och Margravine Road i Hammersmith är uppkallade till hennes minne. I St. Mary's Church i Scarborough finns ett väggmonument över henne utfört av Roubiliac.